# Барзаз Брейз
„Барзаз Брейз“ (на бретонски: Barzaz Breiz) е сборник с бретонски народни песни – текст и музика – с превод на френски, издаден през 1839 година от Теодор Ерсар дьо Ла Вилмарке.
Автентичността на песните е предмет на продължителни спорове, като според съвременните изследвания те имат фолклорна основа, но са значително преработени от Ерсар дьо Ла Вилмарке. Сборникът придобива широка известност като част от движението за популяризиране на местния фолклор през тази епоха и оказва значително влияние върху бретонското национално движение.